# Чеботар Сурадж Іванович
Сура́дж Іва́нович Чебота́р (* 16 лютого 1977, Ізмаїл) — український спортсмен-пауерліфтер.
У Ізмаїлі керує спортивним товариством.

## Серед спортивних досягнень
- 25 лютого 2011 року встановив три рекорди України у ваговій категорії 66 кг — присідання 295,0, жим 185,0 сума — 740,0 кг,
- призер Чемпіонату Європи,
- 2015 року — у складі Національної збірної України з паверліфтингу